# 항공지원작전단
항공지원작전단(航空支援作戰團, Air Support Operations Wing)은 대한민국 공군의 전대급 전술항공통제반이다. 공대지유도탄를 무장한 전투기나 폭격기 등 고정익기의 항로를 정밀하게 관제하여 효율적인 근접항공지원, 대화력전 전력의 전술항공통제 임무를 수행한다. 강원특별자치도 원주시의 원주공항에 본부와 공지합동작전학교를 두고 있다.

## 역사
1971년 8월, 제36전술항공통제전대로 창설되었다.
2015년 12월 1일, 전술항공통제단으로 재편성되고 같은 달, 12월이 지나기전에 미국과 동맹국으로서의 표준화된 합동최종공격통제관(JTAC) 운용을 위해 미국 공군과의 양해각서(MOA)를 채결하였다. 1년 뒤, 2016년 12월 20일에 세계에서 제17번째로 합동최종공격통제관 국제 공인인증을 획득하였다.
2019년 3월 1일, 항공지원작전단으로 개명되었다.

## 부대
- 본부, 원주공항
- 공지합동작전학교, 원주공항
  - 공지합동작전교육대; 1961년 12월 창설

## 계보
- 1971년 8월, 제36전술항공통제전대
- 2015년 12월 1일, 전술항공통제단
→영어: Tactical Air Control Group
- 2019년 3월 1일, 항공지원작전단
→영어: Air Support Operations Wing

## 같이 보기
- 근접항공지원
- 전선항공관제
- 사격관제사
- 합동최종공격통제관

## 참고
1. ↑  김귀근 (2015년 12월 1일). “육·해군·해병대, 유사시 공군전력 신속하게 지원받는다”. 연합뉴스. 2015년 12월 2일에 확인함.
2. ↑  김상윤 (2015년 12월 1일). “[공군36전대] 날개 단 공·지·해 합동작전 더 강해진다”. 국방일보. 2019년 8월 19일에 원본 문서에서 보존된 문서. 2015년 12월 2일에 확인함.
3. ↑  김귀근 (2016년 12월 20일). “공군, 세계 17번째로 '항공기 화력지원' 자격획득”. 연합뉴스. 2016년 12월 29일에 확인함.
4. ↑  김상윤 (2016년 12월 20일). “이젠 우리 손으로 ‘국제 공인 JTAC’ 키운다”. 국방일보. 2016년 12월 29일에 확인함.[깨진 링크(과거 내용 찾기)]
5. ↑  서현우 (2019년 3월 4일). “공군전술항공통제단 부대 명칭 변경”. 국방일보. 2019년 3월 8일에 원본 문서에서 보존된 문서. 2019년 3월 7일에 확인함.